# São Simão e São Judas (Metagou)

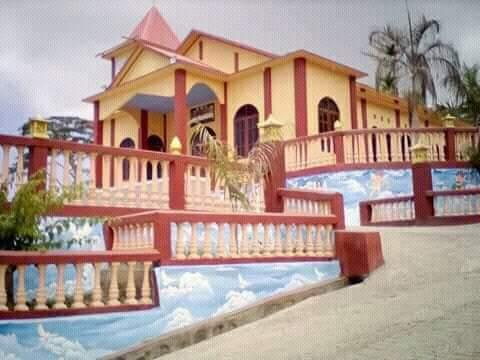
São Simão e São Judas Metagou

Die Kapelle São Simão e São Judas Metagou (deutsch Simon-und-Judas-Kirche Metagou) ist ein römisch-katholischer Sakralbau im osttimoresischen Dorf Caileulema (Suco Metagou, Verwaltungsamt Bazartete, Gemeinde Liquiçá).
Die Kapelle gehört zur Pfarrei São João de Brito von Liquiçá (Bistum Maliana). Sie wurde am 29. Oktober 1994 von Bischof Carlos Filipe Ximenes Belo eingeweiht und 2019 nach Renovierung neu geweiht. Die Kapelle ist die Hauptkirche des Sucos.
Der markante, moderne Bau steht erhöht im Ort. Links vom Kirchenportal steht der Turm der Kapelle. In der Kapelle befindet sich rechts des Altars ein Abbild der beiden Heiligen Sankt Simon und Sankt Judas, die Namenspatrone des Gotteshauses. Links stehen Statuen von Jesus und Maria. Der Altar ist mit einer Kopie des Letzten Abendmahls von Leonardo da Vinci geschmückt. Drei Gemälde hängen an den Wänden hinter dem Altar, darüber ein Kruzifix.

## Galerie

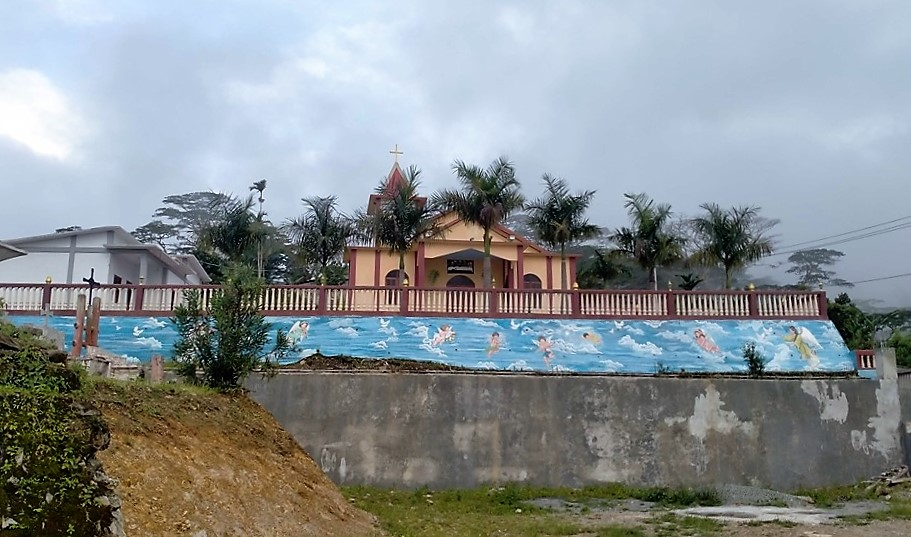
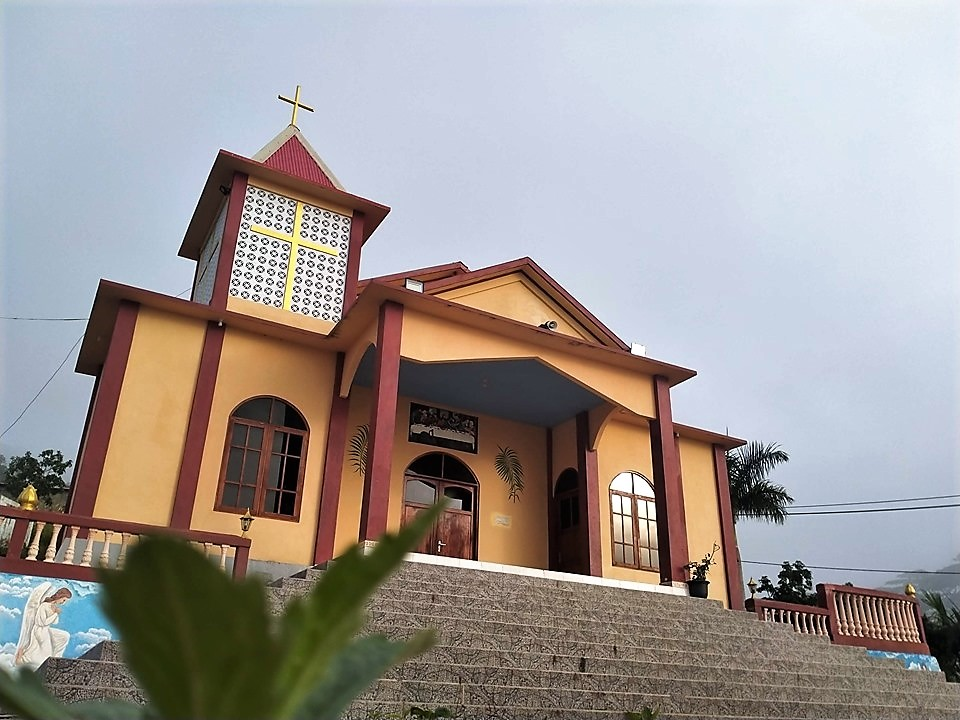
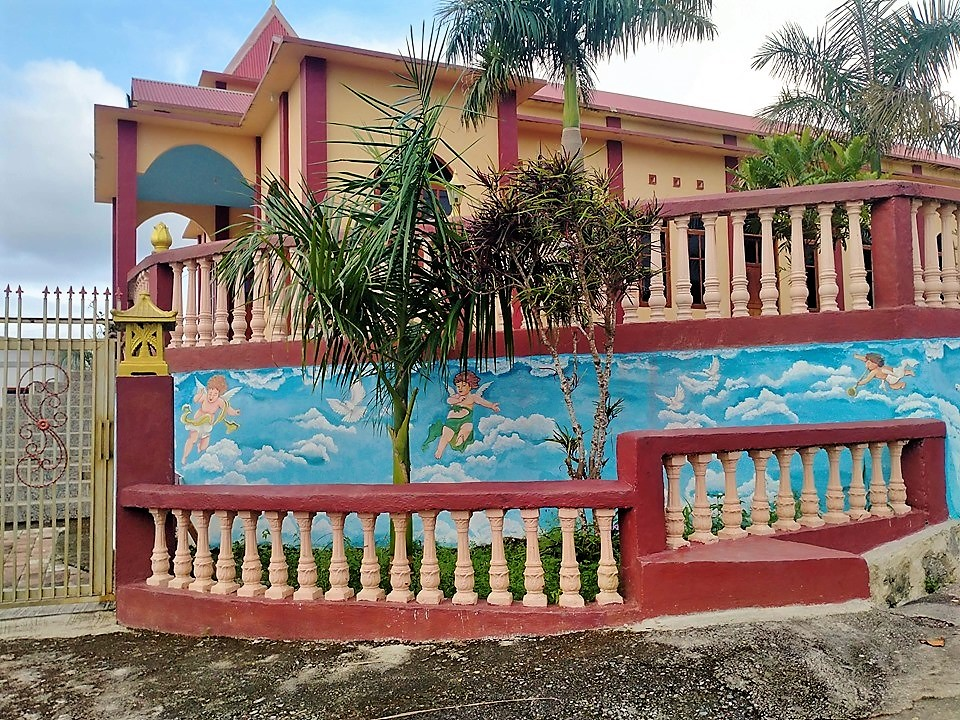
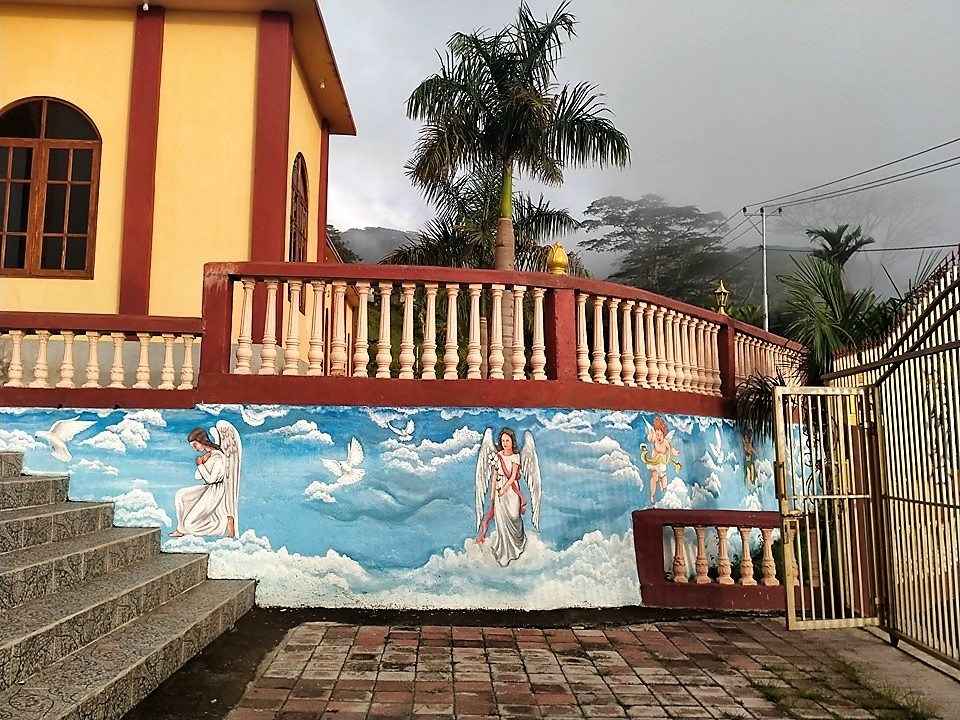
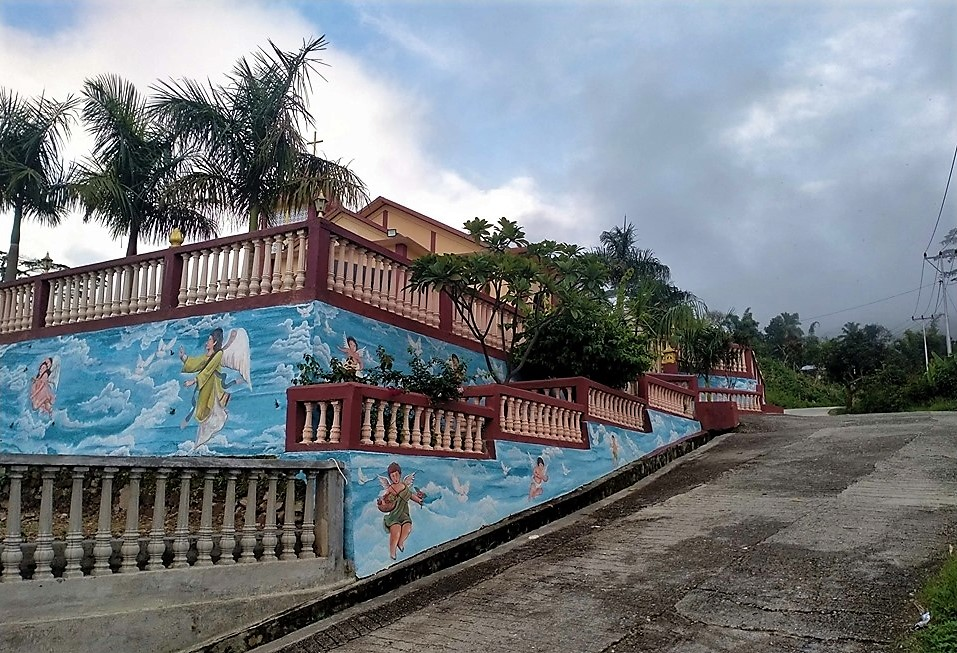
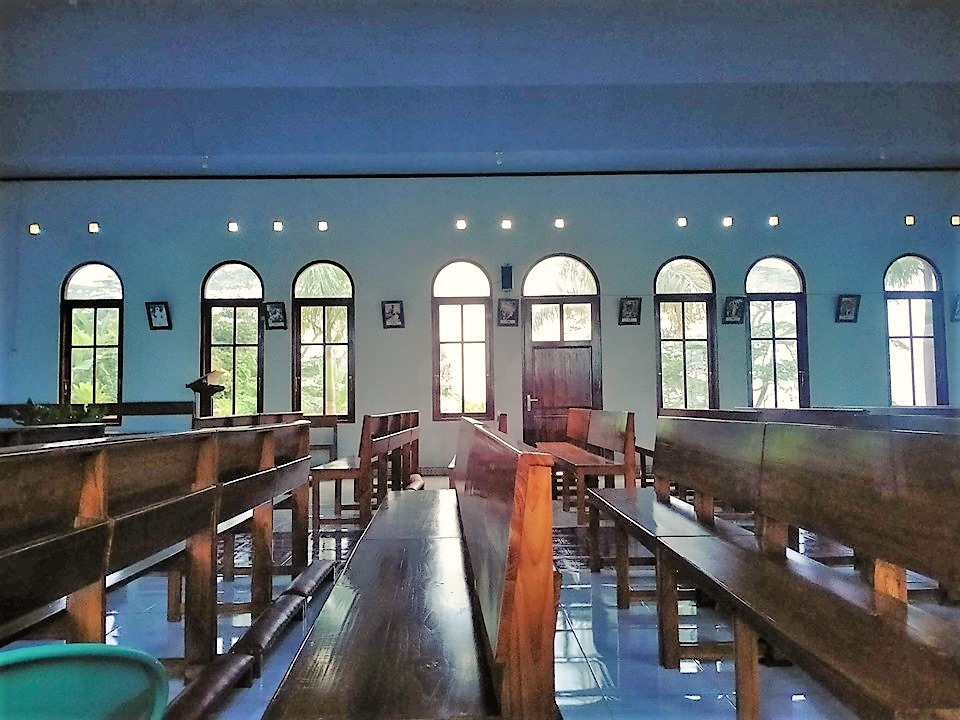
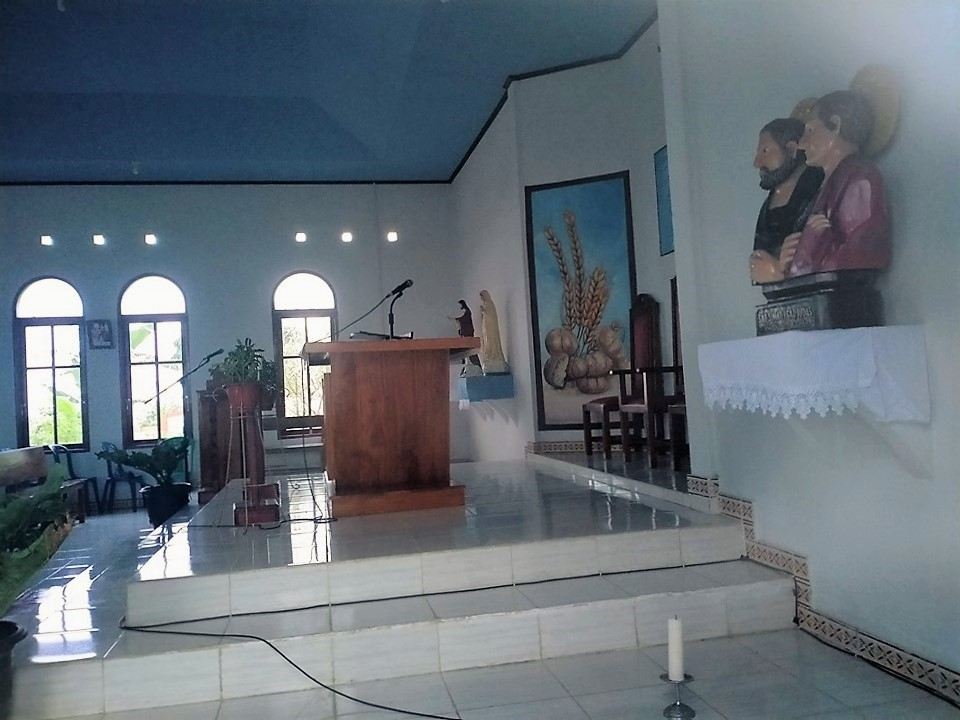
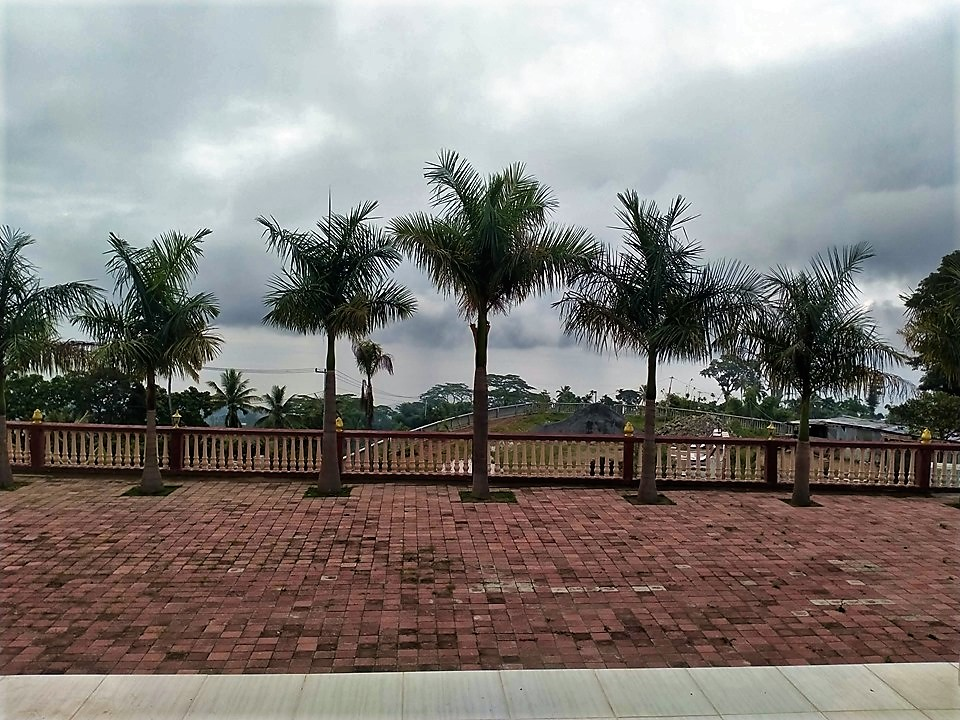